# 大犁芭蕉螺
大犁芭蕉螺（学名：Marchia elongata）为骨螺科長芭蕉螺屬下的一个种。该物种分布在红海和印度-西太平洋。其种加词“elongata”意为“长的”。
现接受名为Pterynotus elongatus Lightfoot, 1786。